# ネルソン・ランジェル
ネルソン・ランジェル（Nelson Rangell、1960年3月26日 - ）は、アメリカ・コロラド州キャッスル・ロック出身のサクソフォーン奏者でフルート奏者、ピッコロ奏者。口笛を吹くことも堪能であり、アルバム他ライブでも披露している。GRPレコードのGRPオールスター・ビッグ・バンドにも参加している。

## ディスコグラフィ

### スタジオ・アルバム
- To Begin Again (1988年、Gaia)
- 『プレイング・フォー・キープス』 - Playing for Keeps (1989年、GRP)
- 『レイン・フォレスト』 - Nelson Rangell (1990年、GRP)
- 『イン・エヴリ・モーメント』 - In Every Moment (1992年、GRP)
- 『トゥルーエスト・ハート』 - Truest Heart (1993年、GRP)
- 『イエス、ゼン・イエス』 - Yes, Then Yes (1994年、GRP)
- 『デスティニー』 - Destiny (1995年、GRP)
- 『ターニング・ナイト・イントゥ・デイ』 - Turning Night into Day (1997年、GRP)
- Always (1999年、Shanachie)
- Far Away Day (2000年、Shanachie)
- Look Again (2003年、A440 Music Group)
- All I Hope for Christmas (2004年、Koch)
- My American Songbook Vol.1 (2005年、Koch)
- Soul to Souls (2006年、Koch)
- Red (2015年、Nelson Rangell)
- Blue (2015年、Nelson Rangell)
- By Light (2019年、Nelson Rangell)

### コンピレーション・アルバム
- 『ザ・ヴェリー・ベスト・オブ・ネルソン・ランジェル』 - The Best Of Nelson Rangell (1998年、GRP)

### 参加アルバム
- メンバーズ・オンリー : 『愛に抱かれて』 - Members Only (1987年、Muse) ※with マイケル・ブレッカー、ルー・ソロフ
- メンバーズ・オンリー : 『メンバーズ・オンリー…トゥ!/ザ・ウェイ・ユー・メイク・ミー・フィール』 - Members Only...Too! The Way You Make Me Feel (1988年、Muse) ※with ボブ・メリル